# Tratado de Niš (1914)
Tratado de Aliança Sérvio-Albanês, também conhecido como Tratado de Niš,  foi um tratado secreto assinado em Niš entre Essad Pasha Toptani e o primeiro-ministro do Reino da Sérvia Nikola Pašić em 17 de setembro de 1914.

## Contexto
Em 17 de maio de 1914 Essad Pasha Toptani foi acusado de apoiar a Revolta Camponesa contra Guilherme de Wied.  Ele seria exilado para a Itália em 20 de maio, sem julgamento.  Na Itália foi recebido com honras uma vez que, tanto os representantes italianos como austríacos, desempenharam papéis nas intrigas que envolveram a revolta.  Apenas uma semana após o príncipe Guilherme de Wied partir de Durrës, em 3 de setembro de 1914, outra revolta violenta surgiu. Os rebeldes conseguiram sitiar Durrës e aprisionar os apoiantes de Wied para exigir um príncipe muçulmano e para estabelecer o Senado para a Albânia Central. 

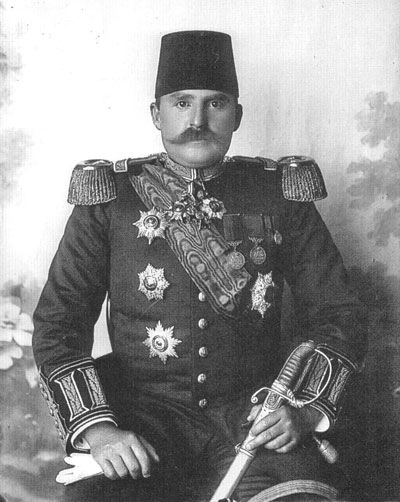
Essad Pasha Toptani

## O Tratado

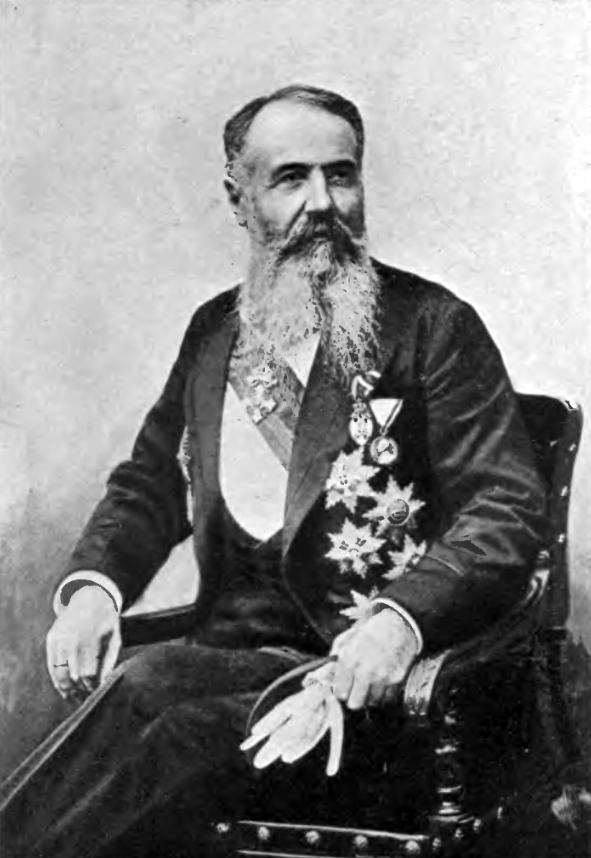
Nikola Pašić

No outono de 1914 Essad Pasha decidiu aceitar o convite do Senado da Albânia Central para retornar e liderá-lo.  Primeiramente, viajou para Niš, Reino da Sérvia, onde ele e o primeiro-ministro sérvio Nikola Pašić assinaram o tratado secreto de aliança sérvio-albanês em 17 de setembro de 1914.  O tratado foi assinado no edifício Banovina (o qual faz parte da Universidade de Niš desde 1966), que fica próximo a Fortaleza de Niš. 
O tratado possuía quinze pontos que estabeleceram as instituições políticas e militares sérvio-albanesas e a aliança militar da Albânia e do Reino da Sérvia. O tratado previa uma ferrovia para Durrës, o apoio financeiro e militar do Reino da Sérvia para a posição de Essad Pasha como governante  albanês e registrou a demarcação por uma comissão servo-albanesa. O tratado permitiu que Essad Pasha alterasse algumas cláusulas uma vez que o tratado necessitaria da concordância da Assembleia Nacional Albanesa. Isso seria possível depois que Pasha fosse eleito governante. A Sérvia assumiu o compromisso de fornecer uma intervenção militar para proteger o governo de Pasha e subsidiar sua gendarmerie, pagando 50.000 dinares por mês pelos suprimentos militares albaneses. 

## Consequências
Em outubro de 1914 Essad Pasha retornou à Albânia. Com o apoio financeiro italiano e sérvio estabeleceu forças armadas em Dibër e capturou o interior da Albânia e Durrës.